# نیو لاندن (مینه‌سوتا)
نیو لاندن، مینه‌سوتا (به انگلیسی: New London, Minnesota) یک شهر در ایالات متحده آمریکا است که در شهرستان کندیوهای، مینه‌سوتا واقع شده‌است.

## خصوصیات
نیو لاندن ۳٫۲۱ کیلومترمربع مساحت و ۱٬۲۵۱ نفر جمعیت دارد و ۳۶۸ متر بالاتر از سطح دریا واقع شده‌است.